# 西肯德爾 (佛羅里達州)
西肯德爾（英語：Kendall West）是位於美國佛羅里達州邁阿密-戴德縣的一個人口普查指定地區。

## 地理
西肯德爾的座標為25°42′20″N 80°26′26″W / 25.70556°N 80.44056°W，而該地最高點為海拔高度1米（即3英尺）。

## 人口
根據2010年美國人口普查的數據，西肯德爾的面積為9.50平方千米，當中陸地面積為8.80平方千米，而水域面積為0.70平方千米。當地共有人口38034人，而人口密度為每平方千米4,003人。